# ۲۲۷ (عدد)
۲۲۷ (عدد)یک عدد طبیعی است که بعد از ۲۲۶ و قبل از ۲۲۸ قرار دارد.